# Schrampe
Schrampe ist eine Ortschaft und ein Ortsteil der Stadt Arendsee (Altmark) im Altmarkkreis Salzwedel in Sachsen-Anhalt.

## Geographie

### Lage
Schrampe, ein Straßendorf, liegt am Nord- und Westufer des Arendsee im Norden der Altmark.
Durch die Gemarkung fließt der Landgraben Schrampe in nördliche Richtung zur Jeetze. Er ist heute der einzige Abfluss aus dem Arendsee.

### Ortschaftsgliederung
Zur Ortschaft Schrampe gehören die beiden Ortsteile Schrampe und Zießau mit dem Wohnplatz Friedrichsmilde.

### Geologie
Im Südosten des Dorfes liegt Bültenberg (40 m), daneben der Pfenningsberg (39 m) mit einem Braunkohlevorkommen, im Südwesten der Fuchsberg (30 m) mit einer Sandgrube. 1½ Kilometer südlich des Dorfes beginnt ein Vorranggebiet zur Rohstoffgewinnung von Quarzsand.

### Klima
In Schrampe herrscht gemäßigtes Klima. Dieses wird von Osten vom Kontinentalklima und vom Westen vom atlantischen Seeklima beeinflusst.
Der durchschnittliche Niederschlag liegt im Jahresmittel 1991–2021 für Schrampe bei 700 mm.
Trockenster Monat ist der Februar mit einer Niederschlagsmenge von 45 mm, wohingegen der meiste Niederschlag im Juli mit durchschnittlich 79 mm fällt.
Die Jahresdurchschnittstemperatur liegt bei 10,3 °C.
Der statistisch wärmste Monat ist der Juli mit durchschnittlichen 19,4 °C.
Der Monat Januar, als kältester Monat im Jahr, weist eine Durchschnittstemperatur von 1,5 °C auf.
|                        | Jan  | Feb  | Mär | Apr  | Mai  | Jun  | Jul  | Aug  | Sep  | Okt  | Nov | Dez |   |      |
| Mittl. Temperatur (°C) | 1,5  | 2    | 4,9 | 9,6  | 14,1 | 17,3 | 19,4 | 18,9 | 15,4 | 10,7 | 6   | 2,9 | ⌀ | 10,3 |
| Mittl. Tagesmax. (°C)  | 3,5  | 4,8  | 8,5 | 14,1 | 18,5 | 21,5 | 23,5 | 23   | 19,1 | 13,7 | 8,1 | 4,7 | ⌀ | 13,6 |
| Mittl. Tagesmin. (°C)  | −0,6 | −0,4 | 1,4 | 5,1  | 9,5  | 12,8 | 15,1 | 15   | 11,8 | 7,9  | 3,9 | 1   | ⌀ | 6,9  |
|                        |      |      |     |      |      |      |      |      |      |      |     |     |   |      |
| Niederschlag (mm)      | 59   | 45   | 53  | 45   | 59   | 65   | 79   | 73   | 60   | 53   | 52  | 57  | Σ | 700  |
|                        |      |      |     |      |      |      |      |      |      |      |     |     |   |      |
| Sonnenstunden (h/d)    | 2,6  | 3,7  | 5,1 | 8,3  | 9,8  | 10,4 | 10,5 | 9,7  | 7,0  | 4,9  | 3,2 | 2,4 | ⌀ | 6,5  |
|                        |      |      |     |      |      |      |      |      |      |      |     |     |   |      |
| Regentage (d)          | 9    | 8    | 9   | 8    | 8    | 8    | 10   | 9    | 8    | 7    | 8   | 9   | Σ | 101  |
|                        |      |      |     |      |      |      |      |      |      |      |     |     |   |      |
| Luftfeuchtigkeit (%)   | 83   | 80   | 76  | 68   | 65   | 64   | 66   | 67   | 73   | 80   | 86  | 84  | ⌀ | 74,3 |

| −0,6 |

| −0,4 |

| 1,4 |

| 5,1 |

| 9,5 |

| 12,8 |

| 15,1 |

| 15 |

| 11,8 |

| 7,9 |

| 3,9 |

| 1 |

| −0,6 |

| −0,4 |

| 1,4 |

| 5,1 |

| 9,5 |

| 12,8 |

| 15,1 |

| 15 |

| 11,8 |

| 7,9 |

| 3,9 |

| 1 |

## Geschichte

### Mittelalter bis 19. Jahrhundert
Im Landbuch der Mark Brandenburg von 1375 wird die Mühle in Schrampe als Molendinum in Scrampe aufgeführt, die dem Kloster Arendsee gehörte. Im Jahre 1457 wird das Dorf als Schrampe in einer Urkunde genannt, in der Markgraf Friedrich der Jüngere dem Kloster Arendsee seine Besitzungen bestätigt. Weitere Nennungen sind 1541 Schram, 1687 Schrampe und 1804 Schrampe, ein Dorf mit Wassermühle.
Das Dorf war ursprünglich ein Sackgassendorf, das 1853 zum Straßendorf erweitert wurde. Im 19. Jahrhundert gab es im Dorf auch eine Windmühle.
Aus der Melioration des Schrampeschen Moors entstand 1782 die Holländerei Friedrichsmilde.
Am 26./27. Mai 1853 wurde ein Teil des Dorfes durch einen Brand zerstört. Der Brandstifter konnte ermittelt werden.

### 20. Jahrhundert bis heute

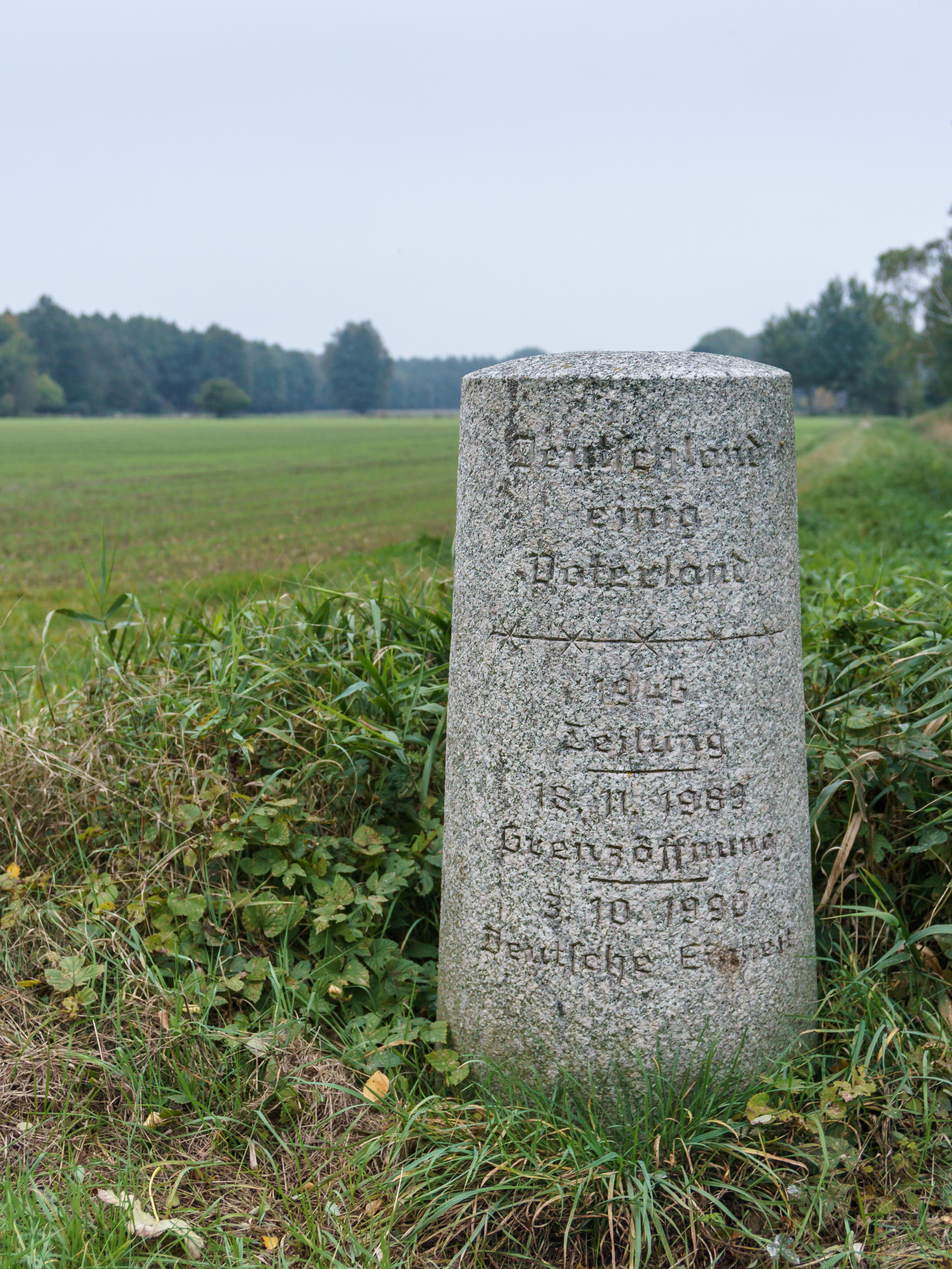
Gedenkstein zur Grenzöffnung 1990 an der Landesgrenze

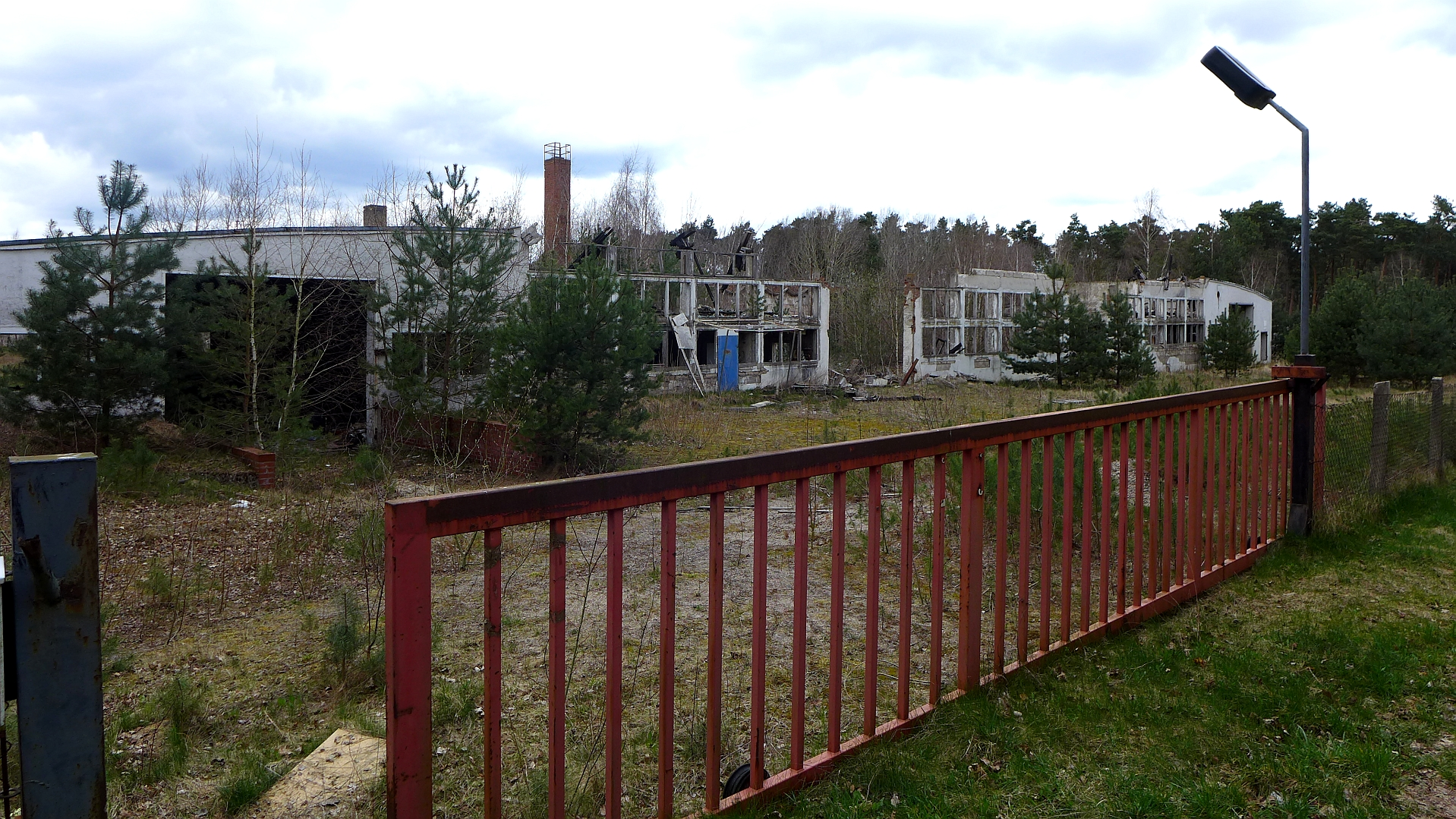
Ruine eines Industriebetriebes in Schrampe

Noch 1938 war ein Langdielenhaus erhalten, das als Scheune benutzt wurde. Über der Eingangstür eines Bauernhauses (Besitzer Thiede) war ein Bauernwappen der Familie Genthe gemalt.
Zu Anfang des 20. Jahrhunderts entstand die Bungalowsiedlung am Arendsee.
Bei der Bodenreform wurden 1945 ermittelt: 37 Besitzungen unter 100 Hektar hatten zusammen 523 Hektar, eine Gemeindebesitzung umfasste 0,4 Hektar Land. Im Jahre 1952 entstand die erste Landwirtschaftliche Produktionsgenossenschaft, die LPG Typ III „Ernst Thälmann“.
Ab 1952 gehörte die Gemeinde zur Fünf-Kilometer-Sperrzone an der innerdeutschenen Grenze. Der Aufenthalt in der Sperrzone war genehmigungspflichtig. Die Grenze zur Bundesrepublik wurde am 9. November 1989 praktisch geöffnet. Die Sperrzone im Grenzgebiet der DDR wurde allerdings offiziell erst mit Wirkung vom 13. November 1989 vom DDR-Verteidigungsministerium aufgehoben. An diese Zeit erinnern zwei Gedenksteine.

### Wassermühle
Früher lag direkt im Dorf ein Mühlenteich und eine unterschlächtige Wassermühle. Aus dem Jahre 1508 ist ein Vertrag zwischen Kurfürst Joachim und dem Herzog zu Braunschweig und Lüneburg überliefert, in dem über die Wassermühle Schrampe vereinbart wurde, dass der Müller alle Jahr auf Walpurgis oder längstens zwei Tage danach bis auf Bartholomäi mit dem Mahlen aufhören und das Mühleisen den Bürgermeistern und dem Rat von Arendsee zur Verwahrung geben müsse. Grund waren die niedrigliegenden Amts- und Privatwiesen, die durch den Wasserstau der Mühle überschwemmt wurden. Der Abfluss des Wassers aus dem Arendsee durch die Mühle führte damals durch den Mühlengraben im Dorf ins Lüneburgische bis nach Wustrow (Wendland) in die Jeetze.
Johann Ernst Fabri beschrieb hingegen im Jahr 1797 die Situation umgekehrt. Die Mühle wurde von einem kleinen Fluss getrieben, der sich in den Arendsee ergoss.

### Braunkohlenabbau
Im Jahre 1866 wurde ein Antrag zur Erweiterung des Braunkohlenabbaus in Schrampe genehmigt. 1889 hieß es: Im südlichsten Teile der Feldmark war in neuerer Zeit eine Braunkohlengrube, die leider hat wieder eingestellt werden müssen, weil das Wasser aus dem See zu bedeutend hineindrang. Noch im 20. Jahrhundert wurde am östlichen Pfennigsberg noch Braunkohle abgebaut.

### Herkunft des Ortsnamens
Heinrich Sültmann deutet den Ortsnamen 1375 Scrampe, 1541 Stram als slawisch, abgeleitet aus dem Wort „strumen“ für „Bach“ oder „Fließ“.

### Andere Ersterwähnung
Wilhelm Zahn nennt eine Ersterwähnung als Schrampe im Jahre 1208, die jedoch so nicht in der Riedelschen Abschrift der Urkunde des Klosters Arendsee zu finden ist.

### Archäologie
Im Januar 1905 wurden bei Schrampe auf dem Schmidtschen Acker mehrere Urnen gefunden, die mit Steinen umgeben und mit einer Platte zugedeckt waren. In einer fand sich ein „Haarpfeil“, vermutlich eine Nadel.
Um 1934 wurden südlich von Schrampe an der Weggabelung Kläden–Arendsee beim Tiefpflügen vorgeschichtliche Urnen- und Brandschüttungsgräber zerstört. Zwei Urnen mit Inhalt aus der älteren Eisenzeit konnten sichergestellt werden.

### Eingemeindungen
Bis 1807 gehörte das Dorf zum Arendseeischen Kreis der Mark Brandenburg in der Altmark. Danach lag es ab 1807 bis 1813 im Kanton Arendsee auf dem Territorium des napoleonischen Königreichs Westphalen. Ab 1816 gehört die Gemeinde zum Kreis Osterburg, dem späteren Landkreis Osterburg in der preußischen Provinz Sachsen.
Am 25. Juli 1952 wurde die Gemeinde Schrampe in den Kreis Seehausen umgegliedert. Am 2. Juli 1965 erfolgte die Umgliederung in den Kreis Osterburg. Am 1. Januar 1974 wurde die Gemeinde Zießau aus dem Kreis Osterburg in die Gemeinde Schrampe eingemeindet.
Durch einen Gebietsänderungsvertrag beschloss der Gemeinderat von Schrampe am 18. Mai 2009, dass die Gemeinde in die Stadt Arendsee (Altmark) eingemeindet wird. Dieser Vertrag wurde vom Landkreis als unterer Kommunalaufsichtsbehörde genehmigt und trat am 1. Januar 2010 in Kraft.
Nach Eingemeindung der bisher selbständigen Gemeinde wurde diese ein Ortsteil der Stadt Arendsee (Altmark). Für die Gemeinde wurde die Ortsverfassung nach den §§ 86 ff. Gemeindeordnung Sachsen-Anhalt eingeführt. Aus der Gemeinde mit den Ortsteilen Schrampe und Zießau entstand eine Ortschaft der aufnehmenden Stadt Arendsee (Altmark). In der Ortschaft wurde ein Ortschaftsrat mit fünf Mitgliedern einschließlich Ortsbürgermeister gebildet.

### Einwohnerentwicklung

#### Gemeinde
| Jahr | Einwohner |
| ---- | --------- |
| 1734 | 113       |
| 1774 | 059       |
| 1789 | 088       |
| 1798 | 081       |
| 1801 | 088       |
| 1818 | 074       |
| 1840 | 135       |
| 1864 | 151       |
| 1871 | 139       |
| 1885 | 172       |
| 1892 | [00]161   |

| Jahr | Einwohner |
| ---- | --------- |
| 1895 | 148       |
| 1900 | [00]160   |
| 1905 | 129       |
| 1910 | [00]176   |
| 1925 | 206       |
| 1939 | 203       |
| 1946 | 287       |
| 1964 | 226       |
| 1971 | 243       |
| 1981 | 334       |
| 1985 | [00]315   |

| Jahr | Einwohner |
| ---- | --------- |
| 1990 | [00]304   |
| 1993 | 309       |
| 1995 | [00]300   |
| 1998 | [00]300   |
| 2000 | [00]320   |
| 2002 | [00]303   |
| 2005 | [00]300   |
| 2006 | [00]313   |
| 2007 | [00]308   |
| 2008 | [00]300   |
| 2009 | [00]307   |

Quelle, wenn nicht angegeben, bis 1993

#### Ortsteil
| Jahr | Einwohner |
| ---- | --------- |
| 2011 | 136       |
| 2012 | 130       |
| 2013 | 127       |
| 2014 | 132       |
| 2015 | 130       |
| 2016 | 129       |

| Jahr | Einwohner |
| ---- | --------- |
| 2017 | 133       |
| 2020 | [00]141   |
| 2021 | [00]146   |
| 2022 | [0]146    |
| 2023 | [0]150    |

Quelle, wenn nicht angegeben, ab 2011 bis 2017

## Religion
Die evangelischen Christen aus Schrampe gehörten früher zur Pfarrei Arendsee und heute zum Kirchspiel „Am Arendsee“ im Pfarrbereich Arendsee im Kirchenkreis Stendal im Bischofssprengel Magdeburg der Evangelischen Kirche in Mitteldeutschland.

## Politik

### Ortsbürgermeister
Philipp Fölsch ist Ortsbürgermeister der Ortschaft Schrampe. Der letzte Bürgermeister der Gemeinde war Arno Ungefroren.

### Ortschaftsrat
Die Ortschaftsratswahl am 9. Juni 2024 lieferte die folgende Sitzverteilung:
- 4 Sitze Wählergemeinschaft Schrampe/Zießau
- 1 Sitz Die Linke

Gewählt wurden nur Männer. Die Wahlbeteiligung betrug 78,99 Prozent.

## Kultur und Sehenswürdigkeiten

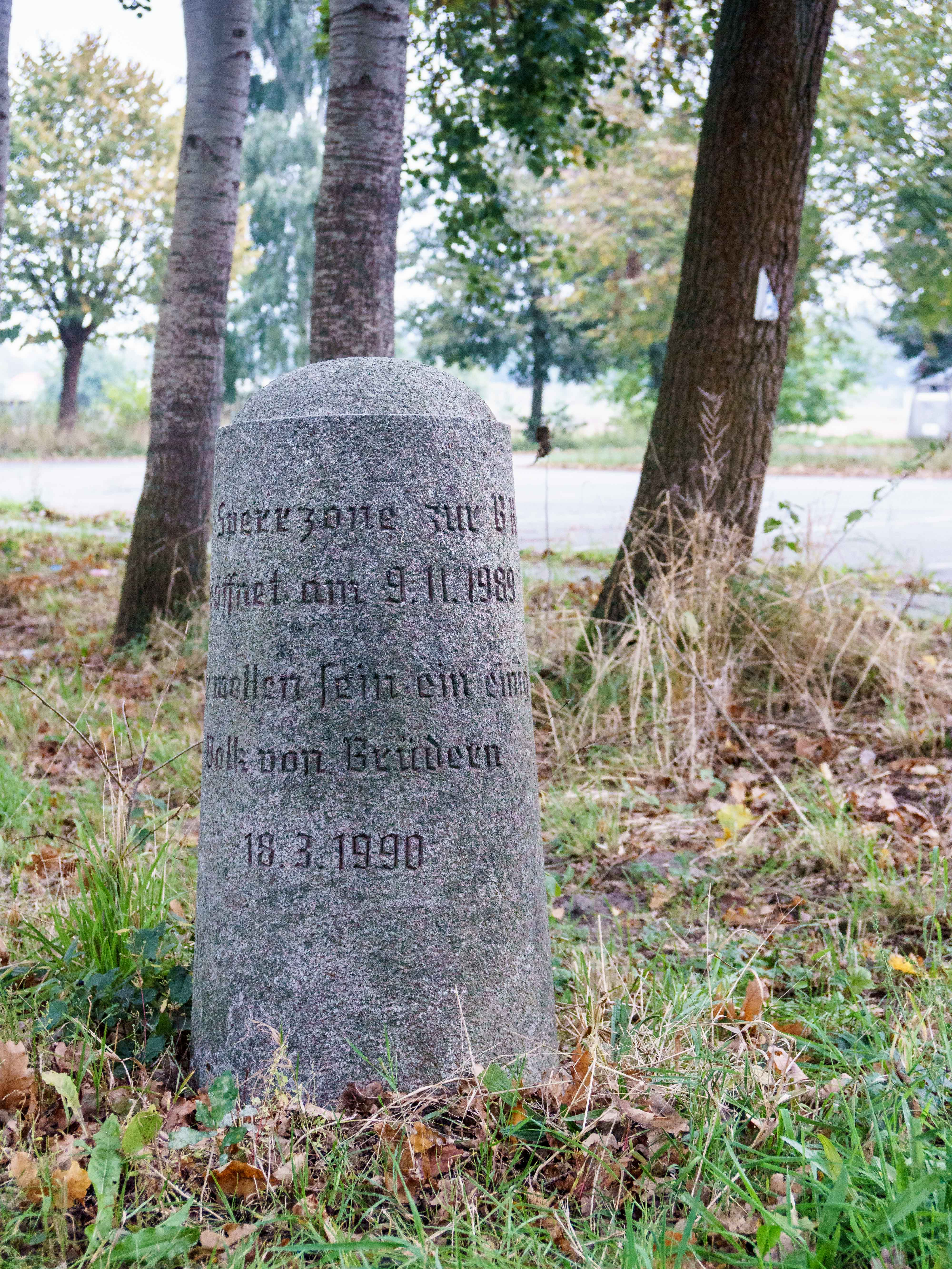
Gedenkstein zur Sperrzone am Ortseingang

- Am Ortseingang von Schrampe steht ein Gedenkstein mit der Inschrift 5 km Sperrzone zur BRD, der daran erinnert, dass das Dorf von 1952 bis zum November 1989 zur 5-km-Sperrzone an der innerdeutschen Grenze gehörte.[16]
- Der Ortsfriedhof liegt am südöstlichen Ortseingang.
- Am Friedhof steht ein Denkmal für die Gefallenen des Ersten und Zweiten Weltkrieges, ein Steindenkmal mit einem Eisernen Kreuz.[37]

## Verkehr
Durch das Dorf führt Fernradweg Altmarkrundkurs und die Landesstraße L5 zur Bundesstraße 190 nach Süden.

## Sagen aus Schrampe über den Mehlberg
Zwischen Schrampe und Kläden gibt es mehrere Stellen mit besonders feinem, weißen Sand. Eine dieser Sanddünen trug früher den Namen Mehlberg.
Beckmann berichtete 1751: Auf der westlichen Seite des Arendsees beim Dorf Schrampe liegt ein weißer Berg, der aus sehr feinem mit weißen Spatflinkern vermischtem Sand besteht und allgemein der Mehlberg genannt wird. Der Sage nach haben in teuren Zeiten arme Leute aus diesem Berg einst Mehl genommen und daraus Brot gebacken. Albrecht Ritter schrieb dazu 1744, dass die armen Leute das Brot und ohne Schaden hätten essen können. Die Reichen hingegen konnten es weder essen noch verdauen, sie wäre dran gestorben. So ähnlich schildert es auch die Sage „Der Mehlberg am Arendsee“, die Jodocus Temme 1839 veröffentlichte. Bei Johann Ernst Fabri ist der weiße Sand auch noch mit vielen versteinerten Holzstücken vermischt.
Hanns H. F. Schmidt überlieferte 1994 eine andere Version. Im Dreißigjährigen Krieg kam ein Söldnerhaufen nach Schrampe und verlangte zwei Dutzend Sack Mehl. Der Schulze bat um Aufschub für eine Nacht, um die Mehlvorräte zusammenzuholen. Mit einigen mutigen Männern füllte er unbemerkt beim Mehlberg die Säcke mit weißem Sand und streute etwas Mehl darüber. Am nächsten Morgen luden die Söldner die Säcke auf ihre Pferde und Wagen und zogen weiter. Die Schramper versteckten sich zur Sicherheit sofort im Wald, aber die Betrogenen kehrten nicht zurück.